# Михаил Димитров (свещеник)
 Тази статия е за ениджевардарския свещеник.  За психолога и литературен критик вижте Михаил Димитров.  
Михаил Димитров (изписване до 1945 година: Михаилъ Димитровъ) е български духовник от Южна Македония.

## Биография
Михаил Димитров е роден през 1848 година в град Енидже Вардар, тогава в Османската империя, днес Яница в Гърция.
В 1907 година Михаил Димитров е български свещеник в Енидже Вардар. Продължава да служи до гръцката окупация на града през Балканските войни 1912/1913 година, а по-късно се установява в Свободна България.